# Manitou Beach-Devils Lake
Manitou Beach-Devils Lake es un lugar designado por el censo (en inglés, census-designated place, CDP) ubicado en el condado de Lenawee, Míchigan, Estados Unidos. Según el censo de 2020, tiene una población de 2032 habitantes.
El CDP incluye la localidad de Manitou Beach.

## Geografía
Está ubicado en las coordenadas 41°58′56″N 84°16′49″O / 41.98222, -84.28028 (41.98233, -84.280266). Según la Oficina del Censo de los Estados Unidos, tiene una superficie total de 23.16 km², de la cual 15.76 km² corresponden a tierra firme y 7.40 km² están cubiertos de agua.

## Demografía
Según el censo de 2020, hay 2032 personas residiendo en la zona. La densidad de población es de 128.93 hab./km². El 93.60% de los habitantes son blancos, el 0.34% son afroamericanos, el 0.25% son amerindios, el 0.30% son asiáticos, el 0.05% es isleño del Pacífico, el 0.39% son de otras razas y el 5.07% son de una mezcla de razas. Del total de la población, el 3.00% son hispanos o latinos de cualquier raza.